# 甲基十二烷基硫醚
甲基十二烷基硫醚是一种有机化合物，化学式为C13H28S，无气味。它可由十二硫醇在碳酸钾存在下和碘甲烷反应制得。在催化下，它可以被过氧化氢氧化为甲基十二烷基亚砜。